# Давудова Марзія Юсуф-кизи
Марзія Юсуф кизи Давудова (тат. Мәрзия Йосыф кызы Давытова, азерб. Mərziyyə Yusif qızı Davudova 1901—1962) — азербайджанська радянська акторка театру і кіно, Народна артистка СРСР (1949).

## Біографія

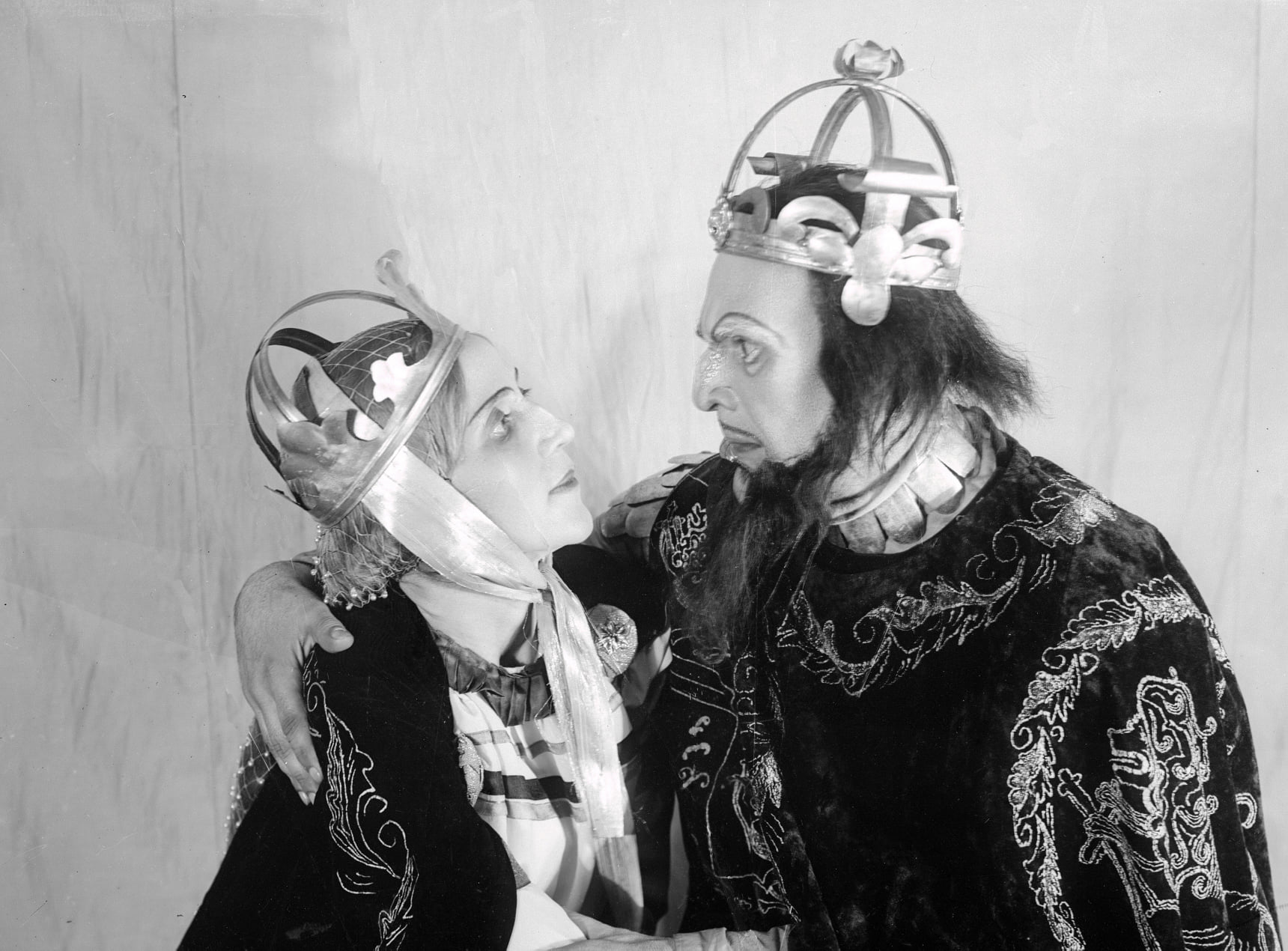
У ролі Леді Макбет («Макбет» Вільяма Шекспіра). У ролі Макбета — Аббас-Мірза Шарифзаде. 1930-ті роки

Марзія Давудова народилася 25 листопада (8 грудня) 1901 року в Астрахані (нині в Росії) в азербайджанської родині.
З 1917 року акторка виступала на сцені Астраханського татарського драматичного театру. А у 1920 році Марзія Давудова перейшла до Азербайджанського драматичного театру в Баку.
Членкиня КПРС з 1942 року, депутат Верховної Ради Азербайджанської РСР (з 2-го по 5-е скликання).
Марзія Давудова померла в Баку 6 січня 1962 року (за іншими джерелами — 5 січня і 9 січня). Похована на Алеї почесного поховання в Баку.

## Родина
- Перший шлюб — Аббас-Мірза Шарифзаде (1893—1938), актор, репресований у 1938 році. Одружились у 1923 році. Розлучилися в 1928 році[11].
- Діти:
  - Фірангіз (1924—2014) — азербайджанська акторка, народна артистка Азербайджанської РСР.
- Другий шлюб — Ульві Раджаб[11]. Одружилися в 1930 році.
- Діти:
  - Рауф (нар.. 1931)[11]

## Визнання і нагороди
- Народна артистка Азербайджанської РСР (1936)
- Народна артистка СРСР (1949)
- Сталінська премія другого ступеня (1948) — за роль Гюльзар у виставі «Ранок Сходу» Е. Г. Мамедханли[5]
- орден «Знак Пошани» (09.06.1959)
- орден «Знак Пошани»
- медалі

## Творчість

### Ролі в театрі
- 1922 — «Айдин» Джафар Джаббарли — Гюльтекин[5]
- 1923 — «Королівський цирульник» Анатолія Луначарського — Бланка
- 1923 — «Октай ель огли» Дж. Джаббарли — Фіренгіз
- 1925 — «На дні» Максима Горького — Настя
- 1926 — «Гамлет» Вільяма Шекспіра — Гертруда
- 1928 — «Наречена вогню» Дж. Джаббарли — Солмаз
- 1928 — «Севіль» Дж. Джаббарли — Севіль
- 1929 — «Любов Ярова» Костянтина Треньова — Любов Ярова
- 1931 — «Алмас» Дж. Джаббарли — Яхши
- 1932 — «Страх» Олександра Афіногенова — Клара
- 1934 — «Загибель ескадри» Олександра Корнійчука — Оксана
- 1934 — «Шейх Санан» Гусейна Джавіда — Хумар
- 1934 — «Сіявуш» Г. Джавіда — Судабе
- 1935 — «Без вини винуваті» Олександра Островського — Кручиніна
- 1936 — «Макбет» Вільяма Шекспіра — леді Макбет
- 1938 — «Вагіф» Самеда Вургуна — Хураман
- 1939 — «Ханлар» С. Вургуна — Гізьєтер
- 1941 — «Фархад і Ширін» С. Вургуна — Ширін
- 1941 — «Король Лір» В. Шекспіра — Гонерілья
- 1943 — «Гроза» Олександра Островського — Кабаниха
- 1954 — «Васса Желєзнова» Максима Горького — Васса Желєзнова
- «Ранок Сходу» Е. Г. Мамедханли — Гюльзар
- «Отелло» В. Шекспіра — Дездемона

### Ролі в кіно
- 1928 — «Гаджи-Кара»
- 1943 — «Одна родина» — мати Наджафа
- 1950 — «Вогні Баку» — Ана-Ханум
- 1955 — «Бахтіяр»
- 1957 — «Двоє з одного кварталу» — Фатьма
- 1957 — «Під спекотним небом»
- 1959 — «Справжній друг» — Сенем
- 1960 — «Кьорогли» — годувальниця